# Programa de Reciclaje de Buques y Submarinos
El Programa de Reciclaje de Buques/Submarinos (SRP) es un proceso que la Armada de los Estados Unidos utiliza para deshacerse del desmantelado de los navíos de la Armada de los Estados Unidos. El programa SRP se lleva a cabo solo en el Astillero Naval de Puget Sound (PSNS) en Bremerton, Washington aunque los preparativos pueden comenzar en otro lugar.

## Visión general del programa

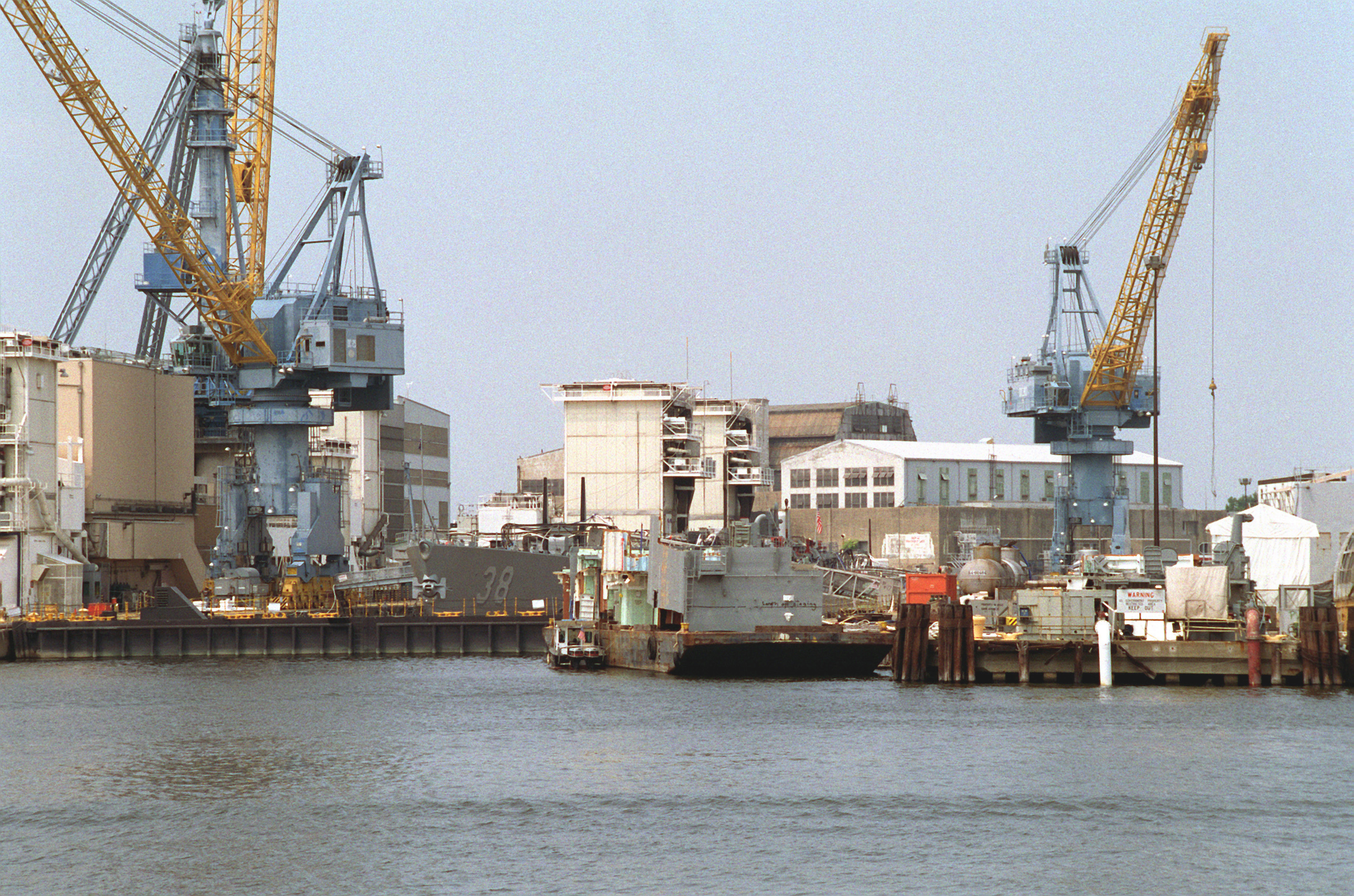
En esta imagen, la superestructura de ha sido reemplazada por estructuras de contención para eliminar el combustible nuclear antes de entrar en SRP

### Descarga de combustible y desmantelamiento-
Antes de que el SRP pueda comenzar, el combustible nuclear del buque debe ser retirado y descargado. Hasta que se retire el combustible, el buque es denominado "USS Nombre, pero después el "USS" es retirado y se le denomina "ex-Nombre".  El equipo reutilizable se retira al mismo tiempo que el combustible. 

### Almacenamiento de combustible usado
El combustible nuclear gastado se envía por ferrocarril a la Instalación del Reactor Naval en el Laboratorio Nacional de Idaho. (INL), ubicado 68 km al noroeste de Idaho Falls, Idaho, donde se almacena en botes especiales.

### Recuperación del casco
En el PSNS comienza el SRP propiamente dicho. Los trabajadores de salvamento cortan el submarino en tres o cuatro piezas: la sección de popa, el compartimento del reactor, el compartimento de misiles si existe, y la sección de proa. Los compartimentos de misiles se desmantelan de acuerdo con las disposiciones del Tratado de Reducción de Armas Estratégicas.
Hasta 1991, las secciones de proa y de popa de los submarinos fueron reunidas y puestas en almacenamiento flotante.  Se consideraron varias propuestas para la eliminación de esos cascos, incluido su hundimiento en el mar, pero ninguna era económicamente práctica.  Algunos submarinos construidos antes de la prohibición de los productos de bifenilo policlorado (PCB) en 1978 llevaban los productos químicos a bordo, que son considerados material peligroso por el Organismo de Protección del Medio Ambiente de los Estados Unidos y la Guardia Costera de Estados Unidos, lo que exigía su eliminación.  Desde entonces y para ayudar a reducir los costos, las secciones submarinas restantes se reciclan, devolviendo los materiales reutilizables a la producción.  En el proceso de reciclaje de los submarinos, todos los desechos peligrosos y tóxicos son identificados y eliminados, el equipo reutilizable es retirado y puesto en inventario.  La chatarra y todos los demás materiales se venden a empresas privadas o se reciclan.  El proceso en general no es rentable, pero proporciona un cierto alivio de los costes.

## Eliminación de la vasija del reactor
Una vez que se retira el compartimiento del reactor, se sella en ambos extremos y se envía por barcaza y remolques de ruedas múltiples de alta capacidad a la Reserva Nuclear Hanford del Departamento de Energía de los Estados Unidos en el estado de Washington, donde se encuentran actualmente,  mantenidos en almacenamiento seco abierto está programado para ser enterrado eventualmente.

### Métodos de eliminación previa
En 1959 la Marina de los EE. UU. retiró un reactor nuclear del submarino USS Seawolf y lo reemplazó con un nuevo tipo. El reactor removido fue hundido en el Océano Atlántico, a una profundidad de 200 km al este de Delaware.
En 1972, el Convenio de Londres sobre el vertimiento restringió la eliminación en el océano de desechos radiactivos y en 1993, la eliminación en el océano de desechos radiactivos fue completamente prohibida. La Marina de los Estados Unidos comenzó un estudio sobre el desguace de submarinos nucleares; dos años más tarde, se seleccionó el enterramiento en tierra de los compartimentos de los reactores como la opción más adecuada.
En 1990, USS Scamp fue el primer submarino de propulsión nuclear de los EE.UU. en ser desmantelado (Reciclado)

### Futuras labores de salvamento
A finales de 2005, 195 submarinos nucleares habían sido encargados o construidos en los Estados Unidos (incluyendo el NR-1 Deep Submergence Craft y el Virginia, pero ninguno de la clase posterior del Virginia).   El último de los barcos de ataque esturión regulares, L. Mendel Rivers, fue retirado del servicio en 2001, y Parche, un esturión altamente modificado, fue retirado del servicio en 2004. El último de los submarinos de misiles balísticos (FBM) de la flota inicial "41 para la Libertad", Kamehameha, fue retirado del servicio en 2002. El desmantelamiento de los barcos de Los Ángeles comenzó en 1995 con Baton Rouge. Además, un puñado de cruceros de propulsión nuclear han entrado en el programa, y su desmantelamiento está en curso. Se prevé que el primer portaaviones que entrará en el SRP será el Enterprise, que se retiró en 2013. Los cascos en espera o ya procesados por el programa de reciclaje se enumeran a continuación.

## Listas de buques por tipos
† Una daga, después de una fecha de finalización indica que partes del casco se conservaron como monumentos conmemorativos. 

### Cruceros
| Nombre del barco (Número de casco) | Fecha de inicio      | Fecha de desmantelación  |
| ---------------------------------- | -------------------- | ------------------------ |
| ex-Long Beach (CGN-9)              | 1 de mayo de 2009    | Desconocida              |
| ex-Bainbridge (CGN/DLGN-25)        | 1 de octubre de 1997 | 30 de octubre de 1999    |
| ex-Truxtun (CGN/DLGN-35)           | 1 de octubre de 1997 | 28 de abril de 1999      |
| ex-California (CGN/DLGN-36)        | 1 de octubre de 1998 | 12 de mayo de 2000       |
| ex-South Carolina (CGN/DLGN-37)    | 1 de octubre de 2007 | 10 de mayo de 2010 †     |
| ex-Virginia (CGN-38)               | 1 de octubre de 1999 | 25 de septiembre de 2002 |
| ex-Texas (CGN-39)                  | 1 de octubre de 1999 | 30 de octubre de 2001    |
| ex-Mississippi (CGN-40)            | 1 de octubre de 2004 | 5 de diciembre de 2006   |
| ex-Arkansas (CGN-41)               | 7 de julio de 1998   | 1 de noviembre de 1999   |

### Submarinos de ataque
Algunos de estos submarinos (la clase George Washington) fueron barcos de misiles balísticos de la flota durante la gran mayoría de sus carreras. Sin embargo, fueron convertidos brevemente en SSN antes de su desmantelamiento y llegada al PSNS, y por lo tanto están listados bajo esa designación aquí.
| Nombre del barco (Número de casco)  | Fecha de inicio                    | Fecha de desmantelación              |
| ----------------------------------- | ---------------------------------- | ------------------------------------ |
| ex-Seawolf (SSN-575)                | 1 de octubre de 1996               | 30 de septiembre de 1997             |
| ex-Skate (SSN-578)                  | 14 de abril de 1994                | 6 de marzo de 1995                   |
| ex-Swordfish (SSN-579)              | desconocida                        | 11 de septiembre de 1995             |
| ex-Sargo (SSN-583)                  | 14 de abril de 1994                | 5 de abril de 1995                   |
| ex-Seadragon (SSN-584)              | 1 de octubre de 1994               | 18 de septiembre de 1995             |
| ex-Skipjack (SSN-585)               | 17 de marzo de 1996                | 1 de septiembre de 1998              |
| ex-Triton (SSRN-586)                | 1 de octubre de 2007               | 30 de noviembre de 2009              |
| ex-Halibut (SSGN-587)               | 12 de julio de 1993                | 9 de septiembre de 1994              |
| ex-Scamp (SSN-588)                  | 1990                               | 9 de septiembre de 1994 (El primero) |
| ex-Sculpin (SSN-590)                | 1 de octubre de 2000               | 30 de octubre de 2001                |
| ex-Shark (SSN-591)                  | 1 de octubre de 1995               | 28 de junio de 1996                  |
| ex-Snook (SSN-592)                  | 1 de octubre de 1996               | 30 de junio de 1997                  |
| ex-Permit (SSN-594)                 | 30 de septiembre de 1991           | 20 de mayo de 1993                   |
| ex-Plunger (SSN-595)                | 5 de enero de 1995                 | 8 de marzo de 1996                   |
| ex-Barb (SSN-596)                   | desconocida                        | 14 de marzo de 1996                  |
| ex-Tullibee (SSN-597)               | 5 de enero de 1995                 | 1 de abril de 1996                   |
| ex-George Washington (SSBN/SSN-598) | desconocida                        | 30 de septiembre de 1998             |
| ex-Patrick Henry (SSBN/SSN-599)     | 1 de octubre de 1996               | 31 de agosto de 1997                 |
| ex-Robert E. Lee (SSBN/SSN-601)     | desconocida                        | 30 de septiembre de 1991             |
| ex-Pollack (SSN-603)                | 9 de febrero de 1993               | 17 de febrero de 1995                |
| ex-Haddo (SSN-604)                  | desconocida                        | 30 de junio de 1992                  |
| ex-Jack (SSN-605)                   | desconocida                        | 30 de junio de 1992                  |
| ex-Tinosa (SSN-606)                 | 15 de julio de 1991                | 26 de junio de 1992                  |
| ex-Dace (SSN-607)                   | desconocida                        | 1 de enero de 1997                   |
| ex-Ethan Allen (SSBN/SSN-608)       | desconocida                        | 30 de julio de 1999                  |
| ex-Sam Houston (SSBN/SSN-609)       | 1 de marzo de 1991                 | 3 de febrero de 1992                 |
| ex-Thomas A. Edison (SSBN/SSN-610)  | 1 de octubre de 1996               | 1 de diciembre de 1997               |
| ex-John Marshall (SSBN/SSN-611)     | 22 de julio de 1992                | 29 de marzo de 1993                  |
| ex-Guardfish (SSN-612)              | desconocida                        | 9 de julio de 1992                   |
| ex-Flasher (SSN-613)                | desconocida                        | 11 de mayo de 1994                   |
| ex-Greenling (SSN-614)              | 30 de septiembre de 1993           | 18 de abril de 1994                  |
| ex-Gato (SSN-615)                   | desconocida                        | 1 de noviembre de 1996               |
| ex-Haddock (SSN-621)                | 1 de octubre de 2000               | 1 de octubre de 2001                 |
| ex-Sturgeon (SSN-637)               | desconocida                        | 11 de diciembre de 1995 †            |
| ex-Whale (SSN-638)                  | 20 de octubre de 1995              | 1 de julio de 1996                   |
| ex-Tautog (SSN-639)                 | 15 de marzo de 2003                | 30 de septiembre de 2004             |
| ex-Kamehameha (SSBN/SSN-642)        | 1 de octubre de 2001               | 28 de febrero de 2003                |
| ex-James K. Polk (SSBN/SSN-645)     | 16 de febrero de 1999              | 15 de julio de 2000                  |
| ex-Grayling (SSN-646)               | 18 de julio de 1997                | 31 de marzo de 1998                  |
| ex-Pogy (SSN-647)                   | 4 de enero de 1999                 | 12 de abril de 2000                  |
| ex-Aspro (SSN-648)                  | 1 de octubre de 1999               | 3 de noviembre de 2000               |
| ex-Sunfish (SSN-649)                | desconocida                        | 31 de octubre de 1997                |
| ex-Pargo (SSN-650)                  | 1 de octubre de 1994               | 15 de octubre de 1996                |
| ex-Queenfish (SSN-651)              | 1 de mayo de 1992                  | 7 de abril de 1993                   |
| ex-Puffer (SSN-652)                 | 20 de octubre de 1995              | 12 de julio de 1996                  |
| ex-Ray (SSN-653)                    | 15 de marzo de 2002                | 30 de julio de 2003                  |
| ex-Sand Lance (SSN-660)             | 1 de abril de 1998                 | 30 de agosto de 1999                 |
| ex-Lapon (SSN-661)                  | 15 de marzo de 2003                | 30 de noviembre de 2004              |
| ex-Gurnard (SSN-662)                | desconocida                        | 15 de octubre de 1996                |
| ex-Hammerhead (SSN-663)             | desconocida                        | 22 de noviembre de 1995              |
| ex-Sea Devil (SSN-664)              | 1 de marzo de 1998                 | 7 de septiembre de 1999              |
| ex-Guitarro (SSN-665)               | desconocida                        | 18 de octubre de 1994                |
| ex-Hawkbill (SSN-666)               | 1 de octubre de 1999               | 1 de diciembre de 2000 †             |
| ex-Bergall (SSN-667)                | desconocida                        | 29 de septiembre de 1997             |
| Nombre del barco (Número de casco)  | Fecha de inicio                    | Fecha de desmantelación              |
| ex-Spadefish (SSN-668)              | 1 de octubre de 1996               | 24 de octubre de 1997                |
| ex-Seahorse (SSN-669)               | 1 de marzo de 1995                 | 30 de septiembre de 1996             |
| ex-Finback (SSN-670)                | desconocida                        | 30 de octubre de 1997                |
| ex-Narwhal (SSN-671)                | 1 de octubre de 2001               | (los planes del museo fallaron)      |
| ex-Pintado (SSN-672)                | 1 de octubre de 1997               | 27 de octubre de 1998                |
| ex-Flying Fish (SSN-673)            | desconocida                        | 15 de octubre de 1996                |
| ex-Trepang (SSN-674)                | 4 de enero de 1999                 | 7 de abril de 2000                   |
| ex-Bluefish (SSN-675)               | 15 de marzo de 2002                | 1 de noviembre de 2003               |
| ex-Billfish (SSN-676)               | desconocida                        | 26 de abril de 2000                  |
| ex-Drum (SSN-677)                   | 1 de diciembre de 2008             | 20 de mayo de 2010                   |
| ex-Archerfish (SSN-678)             | desconocida                        | 6 de noviembre de 1998               |
| ex-Silversides (SSN-679)            | 1 de octubre de 2000               | 1 de octubre de 2001                 |
| ex-William H. Bates (SSN-680)       | 1 de octubre de 2002               | 30 de octubre de 2002                |
| ex-Batfish (SSN-681)                | desconocida                        | 22 de noviembre de 2002              |
| ex-Tunny (SSN-682)                  | 1 de octubre de 1997               | 27 de octubre de 1998                |
| ex-Parche (SSN-683)                 | 30 de septiembre de 2004‡          | 30 de noviembre de 2006              |
| ex-Cavalla (SSN-684)                | 1 de octubre de 1999               | 16 de noviembre de 2000              |
| ex-Glenard P. Lipscomb (SSN-685)    | desconocida                        | 1 de diciembre de 1997               |
| ex-L. Mendel Rivers (SSN-686)       | 29 de noviembre de 2000            | 19 de julio de 2002                  |
| ex-Richard B. Russell (SSN-687)     | 1 de octubre de 2001               | 19 de septiembre de 2002             |
| ex-Los Angeles (SSN-688)            | febrero de 2011                    | 5 de marzo de 2013                   |
| ex-Baton Rouge (SSN-689)            | 13 de enero de 1995                | 30 de septiembre de 1997             |
| ex-Philadelphia (SSN-690)           | 1 de septiembre de 2019            | Inactivo                             |
| ex-Memphis (SSN-691)                | 14 de diciembre de 2010            | Inactivo                             |
| ex-Omaha (SSN-692)                  | 1 de octubre de 2009               | 7 de noviembre de 2011               |
| ex-Cincinnati (SSN-693)             | 1 de octubre de 2009               | 22 de septiembre de 2014             |
| ex-Groton (SSN-694)                 | 1 de junio de 2012                 | 5 de mayo de 2014                    |
| ex-Birmingham (SSN-695)             | 1 de junio de 2012                 | 23 de septiembre de 2015             |
| ex-New York City (SSN-696)          | 1 de junio de 2011                 | 30 de abril de 1997                  |
| ex-Indianapolis (SSN-697)           | 1 de octubre de 2013               | 22 de diciembre de 1998              |
| ex-Bremerton (SSN-698)              | 13 de febrero de 2014              | 23 de mayo de 2017                   |
| ex-Jacksonville (SSN-699)           | 31 de marzo de 2014                | 23 de mayo de 2017                   |
| ex-Dallas (SSN-700)                 | 22 de mayo de 2017                 | 22 de mayo de 2017                   |
| ex-La Jolla (SSN-701)               | Reformado (Buque de entrenamiento) | desconocida                          |
| ex-Phoenix (SSN-702)                | 1 de junio de 2013                 | 20 de septiembre de 2016             |
| ex-Boston (SSN-703)                 | 1 de octubre de 2001               | 19 de septiembre de 2002 †           |
| ex-Baltimore (SSN-704)              | 1 de junio de 2013                 | 10 de julio de 1998                  |
| ex-City of Corpus Christi (SSN-705) | 24 de noviembre de 2015            | 3 de agosto de 2017                  |
| ex-Albuquerque (SSN-706)            | 14 de abril de 2016                | Inactivo                             |
| ex-Portsmouth (SSN-707)             | 1 de junio de 2015                 | Inactivo                             |
| ex-Minneapolis-St. Paul (SSN-708)   | 1 de junio de 2018                 | Inactivo                             |
| ex-Hyman G. Rickover (SSN-709)      | 30 de septiembre de 2016           | Inactivo                             |
| ex-agostoa (SSN-710)                | 1 de septiembre de 2019            | Inactivo                             |
| ex-San Francisco (SSN-711)          | Reformado (Buque de entrenamiento) | desconocida                          |
| ex-Atlanta (SSN-712)                | 1 de octubre de 2013               | 16 de diciembre de 1999              |
| ex-Houston (SSN-713)                | 21 de septiembre de 2015           | 26 de agosto de 2016                 |
| ex-Norfolk (SSN-714)                | 11 de diciembre de 2014            | Inactivo                             |
| ex-Buffalo (SSN-715)                | 26 de mayo de 2017                 | 26 de mayo de 2017                   |
| ex-Salt Lake City (SSN-716)         | 30 de septiembre de 2015           | Inactivo                             |
| ex-Honolulu (SSN-718)               | 1 de noviembre de 2006             | 20 de octubre de 2008                |
| ex-Miami (SSN-755)                  | 28 de marzo de 2014                | Inactivo                             |

### Submarinos de misiles balísticos
Algunos de estos submarinos (la clase Lafayette) fueron barcos de misiles balísticos de la flota durante la gran mayoría de sus carreras. Sin embargo, fueron convertidos en SSN para su uso como plataformas de entrenamiento amarradas y actualmente no están programados para su reciclaje.
| Nombre del barco (Número de casco)     | Fecha de inicio                    | Fecha de desmantelación  |
| -------------------------------------- | ---------------------------------- | ------------------------ |
| (SSBN/SSN-598)                         | desconocida                        | desconocida              |
| (SSBN/SSN-599)                         | desconocida                        | desconocida              |
| ex-Theodore Roosevelt (SSBN-600)       | desconocida                        | 24 de marzo de 1995      |
| (SSBN/SSN-601)                         | desconocida                        | desconocida              |
| ex-Abraham Lincoln (SSBN-602)          | desconocida                        | 5 de mayo de 1994        |
| (SSBN/SSN-608)                         | desconocida                        | desconocida              |
| (SSBN/SSN-609)                         | desconocida                        | desconocida              |
| (SSBN/SSN-610)                         | desconocida                        | desconocida              |
| (SSBN/SSN-611)                         | desconocida                        | desconocida              |
| ex-Lafayette (SSBN-616)                | 1 de marzo de 1991                 | 25 de febrero de 1992    |
| ex-Alexander Hamilton (SSBN-617)       | 23 de febrero de 1993              | 28 de febrero de 1994    |
| ex-Thomas Jefferson (SSBN-618)         | 1 de octubre de 1996               | 6 de marzo de 1998†      |
| ex-Andrew Jackson (SSBN-619)           | desconocida                        | 30 de agosto de 1999     |
| ex-John Adams (SSBN-620)               | desconocida                        | 12 de febrero de 1996    |
| ex-James Monroe (SSBN-622)             | desconocida                        | 10 de enero de 1995      |
| ex-Nathan Hale (SSBN-623)              | 2 de octubre de 1991               | 5 de abril de 1995       |
| ex-Woodrow Wilson (SSBN-624)           | 26 de septiembre de 1997           | 27 de octubre de 1998†   |
| ex-Henry Clay (SSBN-625)               | desconocida                        | 30 de septiembre de 1997 |
| ex-Daniel Webster (MTS-626)            | Reformado (Buque de entrenamiento) | desconocida              |
| ex-James Madison (SSBN-627)            | desconocida                        | 24 de octubre de 1997    |
| ex-Tecumseh (SSBN-628)                 | 15 de febrero de 1993              | 1 de abril de 1994       |
| ex-Daniel Boone (SSBN-629)             | desconocida                        | 4 de noviembre de 1994   |
| ex-John C. Calhoun (SSBN-630)          | desconocida                        | 18 de noviembre de 1994  |
| ex-Ulysses S. Grant (SSBN-631)         | desconocida                        | 23 de octubre de 1993    |
| ex-Von Steuben (SSBN-632)              | 1 de octubre de 2000               | 30 de octubre de 2001    |
| ex-Casimir Pulaski (SSBN-633)          | desconocida                        | 21 de octubre de 1994    |
| ex-Stonewall Jackson (SSBN-634)        | desconocida                        | 13 de octubre de 1995    |
| ex-Sam Rayburn (MTS-635)               | Reformado (Buque de entrenamiento) | desconocida              |
| ex-Nathanael Greene (SSBN-636)         | 1 de septiembre de 1998            | 20 de octubre de 2000    |
| ex-Benjamin Franklin (SSBN-640)        | desconocida                        | 21 de agosto de 1995     |
| ex-Simon Bolivar (SSBN-641)            | 1 de octubre de 1994               | 1 de diciembre de 1995   |
| ex-George Bancroft (SSBN-643)          | desconocida                        | 30 de marzo de 1998†     |
| ex-Lewis and Clark (SSBN-644)          | 1 de octubre de 1995               | 23 de septiembre de 1996 |
| ex-George C. Marshall (SSBN-654)       | desconocida                        | 28 de febrero de 1994    |
| ex-Henry L. Stimson (SSBN-655)         | desconocida                        | 12 de agosto de 1994     |
| ex-George Washington Carver (SSBN-656) | desconocida                        | 21 de marzo de 1994      |
| ex-Francis Scott Key (SSBN-657)        | desconocida                        | 1 de septiembre de 1995  |
| ex-Mariano G. Vallejo (SSBN-658)       | 1 de octubre de 1994               | 22 de diciembre de 1995  |
| ex-Will Rogers (SSBN-659)              | 12 de abril de 1993                | 12 de agosto de 1994     |